# Rüdiger May
Rüdiger May (* 26. November 1974 in Meerane) ist ein ehemaliger deutscher Boxer. Er ist der Bruder von Torsten May.

## Profi
Nach 55 Siegen in 76 Amateurkämpfen wurde Rüdiger May 1994 im Alter von 19 Jahren Profi. Seinen ersten Profikampf bestritt er am 26. Februar 1994 in San José. Nach 24 Siegen gegen Aufbaugegner gewann er am 4. September 1999 den deutschen Meistertitel im Cruisergewicht durch einen Punktsieg über Silvio Meinel. In seinem nächsten Kampf musste er im spanischen Ciudad Real gegen Turan Bağcı seine erste Niederlage hinnehmen, er verlor gegen den Türken nach Punkten.
In der Folgezeit verteidigte er den Titel des Deutschen Meisters gegen Michael Klötzsch und Firat Arslan, bevor er am 1. Dezember 2001 die Gelegenheit bekam, gegen den Ukrainer Alexander Gurow um die Europameisterschaft zu boxen. Gurow hatte den Gürtel zuvor von Mays Bruder Torsten gewonnen. Doch auch Rüdiger May war gegen Gurow chancenlos und unterlag durch Technischen K. o. in der vierten Runde.
In einem Kampf um den Internationalen Deutschen Meistertitel gegen Alexander Petković boxte er 2002 unentschieden. Am 15. März 2003 gewann er durch einen Sieg über den Franzosen Frédéric Serrat den vakanten EU-Meistertitel. Diesen Gürtel verteidigte er drei Mal, bevor er dann seine zweite Chance bekam, um die Europameisterschaft zu kämpfen. May gelang gegen den amtierenden Europameister Vincenzo Cantatore am 5. Juni 2004 ein Unentschieden. Das aber reichte dem Italiener zur Titelverteidigung.
Im Anschluss ermöglichte ihm sein Promoter Wilfried Sauerland einen Weltmeisterschaftskampf gegen den WBO-Titelträger Johnny Nelson, doch May verpasste die Chance und unterlag Nelson durch Technischen K. o. in der siebten Runde.
Im April 2005 kämpfte May gegen den Polen Krzysztof Włodarczyk um den EU-Titel, scheiterte aber durch K. o. in der zehnten Runde. Wegen angeblicher Perspektivlosigkeit im Profiboxen ließ ihn sein Promoter Sauerland im September 2005 in einem „Stallduell“ gegen den aufstrebenden und damals noch ungeschlagenen Marco Huck antreten, May verlor über zehn Runden nach Punkten.
Nach zweijähriger Ringabstinenz feierte Rüdiger May schließlich am 31. März 2007 ein erfolgreiches Comeback im Boxring. Im Rahmenprogramm des Revanchekampfes zwischen Henry Maske und Virgil Hill besiegte er Sven Haselhuhn aus Halle durch Technischen K. o. in der sechsten Runde. Seit Oktober 2007 stand er bei Arena Box-Promotion unter Vertrag. Dort absolvierte er zwei Kämpfe, die er für sich entscheiden konnte. Am 11. März 2008 trat er gegen Herbie Hide, den Titelträger des WBC International Cruisergewicht Titel, an. Er verlor gegen den schlagstarken Hide durch Technischen K. o. in der zweiten Runde.
Gemeinsam mit seinem Bruder betreibt May heute die MayLife Boxschule in Köln.

### Erfolge
- Deutscher Meister 1999–2001
- EU-Meister 2003